# André Darrigade

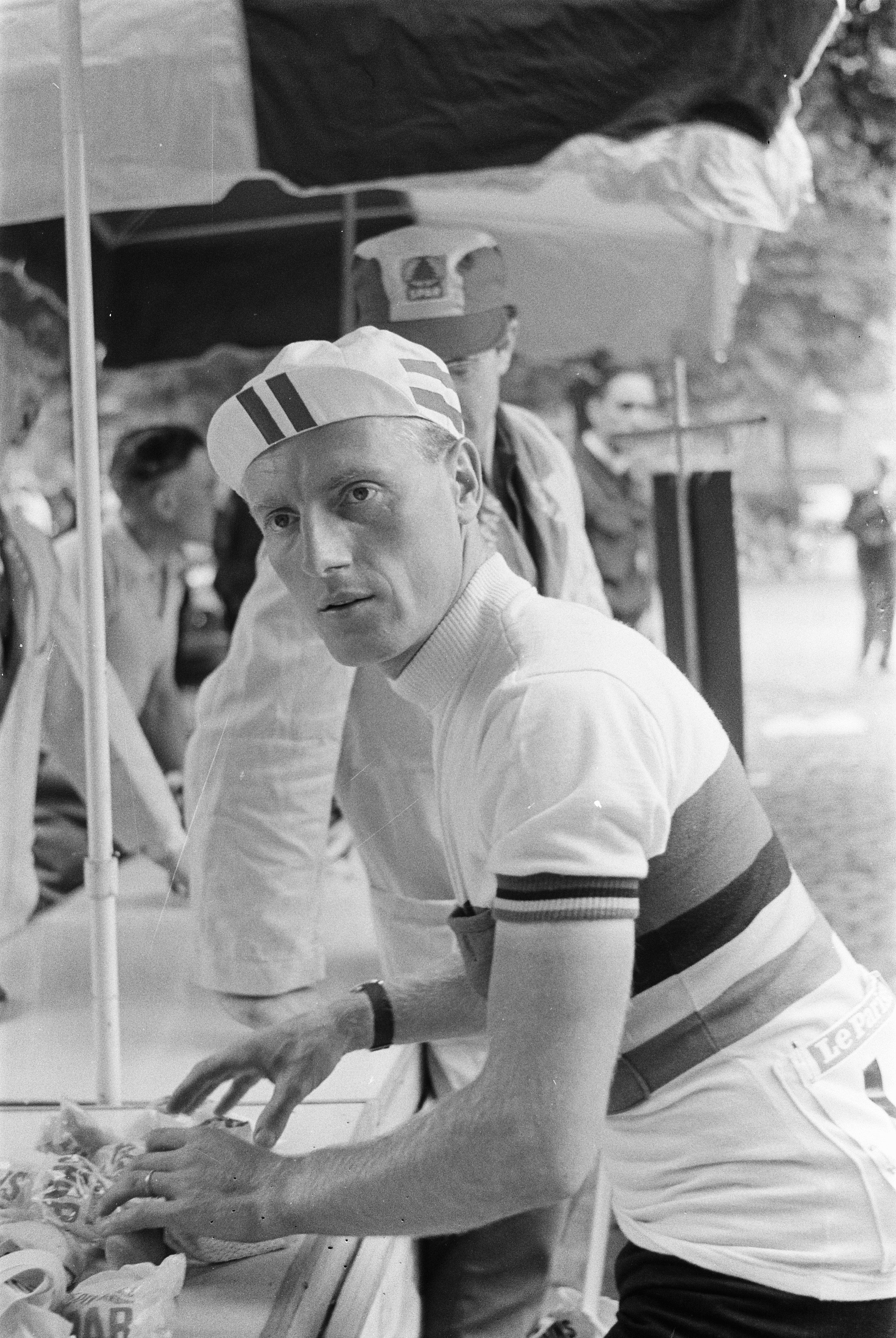
André Darrigade bei der Tour de France 1960

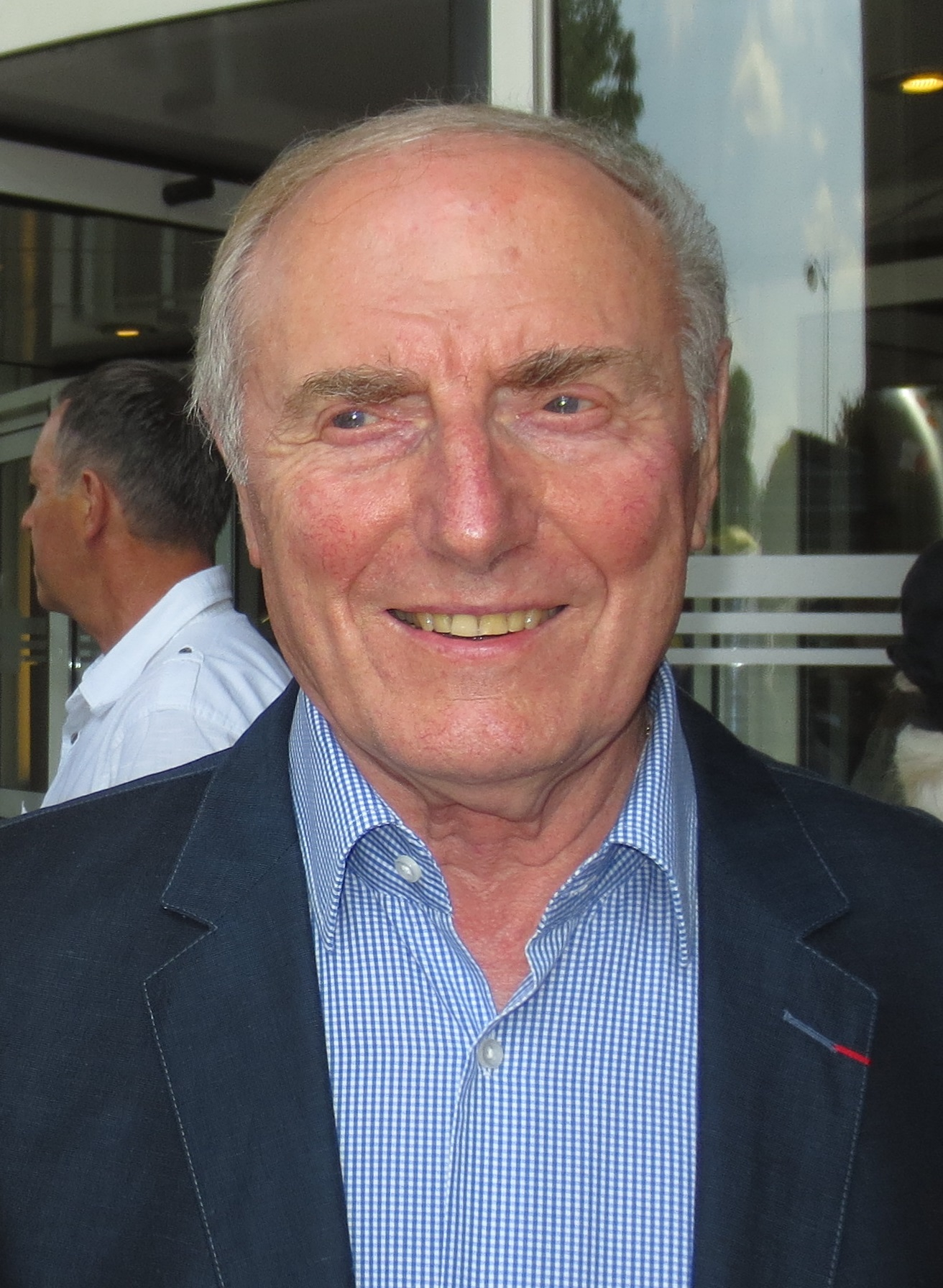
André Darrigade in Paris während der Schlussetappe der Tour de France 2013 am 21. Juli 2013

André Darrigade (* 24. April 1929 in Narrosse, Département Landes) ist ein ehemaliger französischer Radrennfahrer, vorrangig Sprinter.

## Sportliche Laufbahn
In seiner Zeit als Amateur bestritt er auch Bahnrennen. So besiegte er 1949 Antonio Maspes im Sprintermatch um die Pariser Medaille. Er war einer der erfolgreichsten Sprinter der 1950er und 1960er Jahre. Er gewann zweimal die Punktewertung und 22 Etappen der Tour de France. Je einmal wurde er Straßenweltmeister und Französischer Meister. Zwischen 1951 und 1966 gewann er insgesamt 138 Rennen.
Auf flachem Terrain war Darrigade der Konkurrenz meistens überlegen. Allein bei der Tour de France gewann er 22 Etappen. Nicht weniger als fünf davon am ersten Tag; hierin konnte ihn bis heute niemand überholen. 1959 und 1961 trug er als Sieger der Punktewertung das Grüne Trikot bis nach Paris. Insgesamt nahm er 14 Mal in Folge an der Tour de France teil; nur einmal musste er das Rennen aufgeben. In der Tour de France 1964 gewann er die Sonderwertung Souvenir Henri Desgrange.
Am letzten Tag der Tour de France 1958 war Darrigade in einen Unfall mit tödlichem Ausgang verwickelt. Ziel war damals das Pariser Parc des Princes. Dort raste er mit seinem Rad in den Direktor des Stadions Constant Wouters, der einen Schritt zu weit nach vorne getan hatte. Wouters wollte ein paar Fotografen davon abbringen, sich zu weit vor auf die Strecke zu stellen, wobei diese ihm selbst den Blick auf den heranrasenden Rennfahrer verdeckten. Elf Tage später erlag Constant Wouters seinen Verletzungen. Darrigade kam mit einer Kopfplatzwunde davon.
Außerhalb Frankreichs siegte Darrigade nur selten. Bedeutende Ausnahmen sind der Sieg der Lombardei-Rundfahrt 1956, der Trofeo Baracchi 1956 (mit Rolf Graf) und der Gewinn des Weltmeistertitels 1959 im niederländischen Zandvoort. Die beiden Jahre davor war er bei der WM jeweils Dritter geworden. Bei der Straßen-Radweltmeisterschaft 1960 auf dem Sachsenring wurde er Zweiter hinter dem Belgier Rik Van Looy. 1964 siegte er im Eintagesrennen Genua–Nizza.

## Privates
Darrigade eröffnete in Dax ein Hotel, das er gemeinsam mit seiner Frau führte. Sein Bruder Roger Darrigade war ebenfalls Radrennfahrer und fuhr zeitweise mit ihm gemeinsam in einer Mannschaft. Darrigade erhielt von der französischen Presse 1959 den Prix Orange für besondere Pressefreundlichkeit (der Preis wurde alljährlich an einen französischen Sportler vergeben).

## Wichtigste Siege
- Straßenweltmeister 1959
- Lombardei-Rundfahrt 1956
- Französischer Meister 1955
- 22 Etappen Tour de France (= Rang 5 der Rekord-Etappensieger, Stand 2024)
- Punktewertung Tour de France 1959, 1961

## Grand-Tour-Platzierungen
| Grand Tour         | 1953 | 1954 | 1955 | 1956 | 1957 | 1958 | 1959 | 1960 | 1961 | 1962 | 1963 | 1964 | 1965 | 1966 |
| ------------------ | ---- | ---- | ---- | ---- | ---- | ---- | ---- | ---- | ---- | ---- | ---- | ---- | ---- | ---- |
| Giro d’ItaliaGiro  | –    | –    | –    | –    | –    | –    | 42   | 64   | –    | –    | –    | –    | –    | –    |
| Tour de FranceTour | 37   | 49   | 49   | 16   | 17   | 21   | 16   | 16   | 32   | 21   | DNF  | 67   | 91   | 62   |